# Josefine Lindstrand
Josefine Lindstrand (* 1981, Örebro, Švédsko), vystupující též pod uměleckým jménem Britah, je švédská jazzová zpěvačka, instrumentalistka, textařka a skladatelka.

## Život a kariéra
Josefine Lindstrand se hudbě věnuje od svých šestnácti let, kdy začala studovat zpěv a hru na klavír a saxofon.
V současné době žije ve Stockholmu. Vystupuje s různými skupinami, mimo jiné také v kvartetu s Davidem Dorůžkou; spoluúčinkuje též na jeho hudebním albu Silently Dawning. 11. února 2009 vydala své první autorské album There Will Be Stars.
Zpěvačka vystupuje také v České republice, v červenci 2009 účinkovala na Bohemia Jazz Festu Rudyho Linky, kde vystoupila na koncertech v Praze, Domažlicích a Plzni.
V roce 2012 vydala druhé album s názvem Clouds pod pseudonymem Britah. Vydání alba pod svým alter ego zpěvačka vysvětlila posunem žánru od jazzu směrem k populární hudbě.

## Diskografie

### Sólová alba
- There Will Be Stars, 2008, Caprice Records
- Clouds, 2012, Antfarm Records (jako Britah)
- While We Sleep, 2016, Antfarm Music/Plugged[10]

### Spoluúčinkování na ostatních albech
- You Live and Learn... (Apparently), Django Bates, 2004, Lost Marble Records
- Annars är det tyst, Sekten, 2005, ILK-records
- Läget?, Bosses vänner, 2007, Gammafon
- Under giant trees, Efterklang, 2007, Rumraket
- Parades, Efterklang, 2007, Rumraket
- Prugelknabe, Simon Toldam, 2007, ILK-records
- Classical variations, Uri Caine, 2007, Winter & Winter
- Though I'm just me, Maia Hirasawa, 2007, Razzia Records
- Spring is here, Django Bates, 2008, Lost Marble Records
- Othello Syndrome, Uri Caine, 2008, Winter & Winter
- Silently Dawning, David Dorůžka, 2008, Animal Music
- This Maschine Looks Like It Could Use a Rmx, Maschine Krank, 2008, Stop Start Records
- GBGVSSTHLM, Maia Hirasawa, 2009, Razzia Records
- Mäktiga vingar, Sekten, 2009, ILK-records